# Virginie (États-Unis)
Pour les articles homonymes, voir Virginie.
Ne pas confondre avec la Virginie-Occidentale, autre État des États-Unis
La Virginie, officiellement le Commonwealth de Virginie (en anglais : Virginia /vɚˈdʒɪn.iə/ et Commonwealth of Virginia) est un État des États-Unis. Il s'agit de l'un des quatre États des États-Unis à porter le titre de Commonwealth. Elle est historiquement rattachée au Sud des États-Unis, et sa capitale est Richmond. Elle est limitrophe, au nord, du Maryland et du district de Columbia, au sud, de la Caroline du Nord et du Tennessee, à l'ouest, du Kentucky et de la Virginie-Occidentale, et est bordée à l'est par la baie de Chesapeake et l'océan Atlantique
Son nom vient de la reine d'Angleterre Élisabeth Ire (1533-1603), dite la « reine vierge » (Virgin Queen) parce qu'elle ne s'est jamais mariée. La colonie de Virginie, fondée le 14 mai 1607, est administrée par la compagnie de Londres jusqu'en 1624, puis devient une colonie royale. Elle établit sa prospérité sur les plantations et le commerce du tabac. Vers 1770, la Virginie est l'une des premières colonies à contester la tutelle britannique. Plusieurs Virginiens jouèrent un grand rôle dans la guerre d'indépendance, au premier rang desquels figure George Washington. Elle est connue comme « le Vieux Dominion » (The Old Dominion) ou encore comme la « mère des présidents » (Mother of Presidents), parce que huit présidents américains y sont nés.
Sur le plan politique, la Virginie, État confédéré durant la guerre de Sécession, se range dans les régions conservatrices du Sud, bien que l’État soit disputé entre les républicains et les démocrates.
La Virginie se place au 35e rang des États américains pour sa superficie et au 12e rang pour sa population, avec, en 2023, 8 715 698 habitants. La ville la plus peuplée est Virginia Beach. Le comté le plus peuplé est celui de Fairfax dans le nord et la ville la plus étendue est celle de Suffolk, qui comprend une grande partie du grand marais lugubre. La majorité de la population est d'origine européenne, en particulier du nord de l'Europe, mais plus d'un cinquième est constitué d'Afro-Américains. La première religion est le baptisme.
Aujourd'hui, l'économie virginienne est diversifiée. Elle repose notamment sur les emplois fédéraux et militaires dans le nord et à Hampton Roads, où se trouvent respectivement le plus grand bâtiment de bureaux du pays et, à Norfolk, la plus grande base navale du monde. Le « Triangle historique de la Virginie coloniale » (Historic Triangle of Colonial Virginia (en)) comprend Jamestown, Yorktown et Williamsburg, qui attirent des milliers de touristes. Le réseau urbain est connecté par le troisième plus grand réseau d’autoroutes du pays.

## Histoire

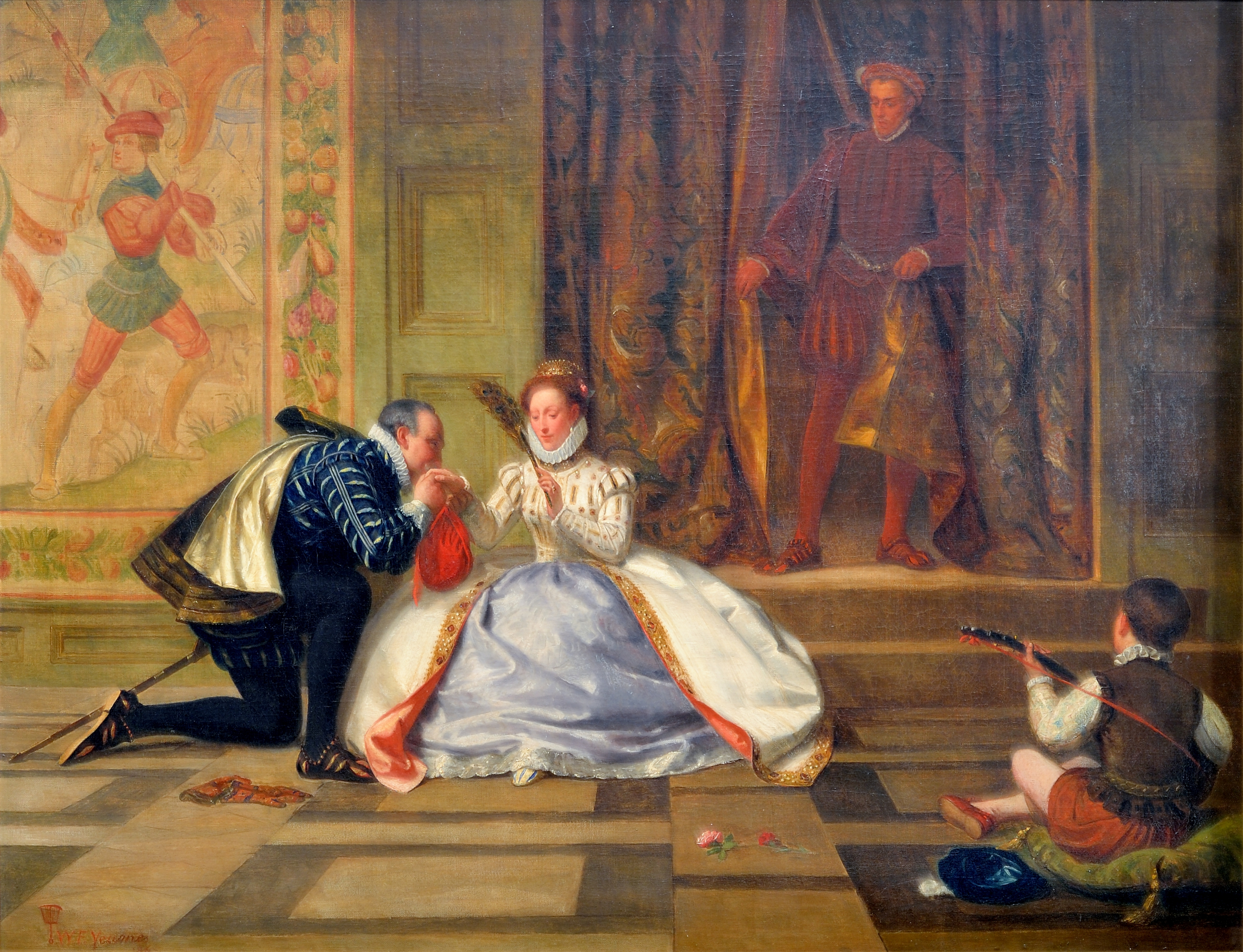
La reine Élisabeth Ire (reine d'Angleterre) a inspiré le nom de Virginie donné à l'État américain.

L'histoire ancienne de la Virginie est faite d'anecdotes où se mêlent conquistadors, indiens Powhatans et Anglais. À l'origine, ce nom fut donné officiellement à la colonie en 1607 : soit en l'honneur de la reine Élisabeth Ire d'Angleterre, décédée quatre ans plus tôt, surnommée la « reine vierge » car elle ne s'était jamais mariée ; soit en raison de la difficulté rencontrée par les colons de s'établir sur un territoire vierge (Virgin land).
Elle fut la première colonie anglaise du Nouveau Monde. La Virginie est l’un des quatre États (sur 50) à porter le titre de Commonwealth, avec la Pennsylvanie, le Massachusetts et le Kentucky.

### Colonie anglaise

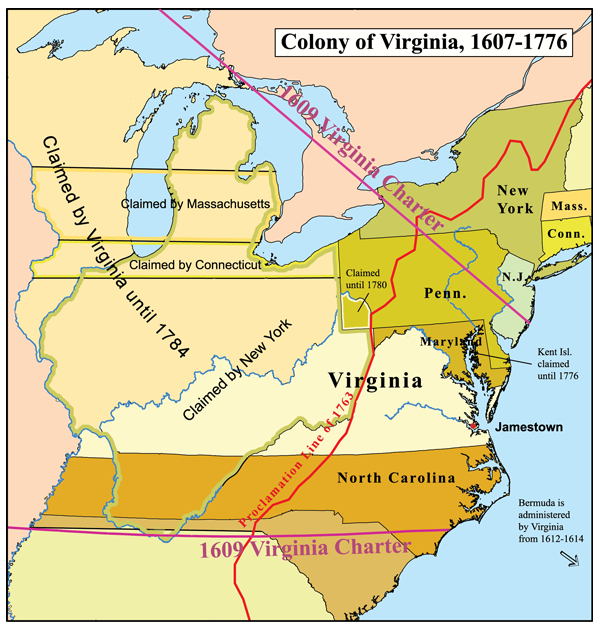
Carte de la colonie de Virginie au XVIII (incluant les territoires actuels du Kentucky et de Virginie-Occidentale).

- La découverte de la Virginie : En 1584, le navigateur anglais Walter Raleigh envoie des hommes (commandés par Philip Amadas) pour reconnaître la côte de l'Amérique du Nord. Ceux-ci arrivent à la hauteur des Outer Banks, visitent les îles Hatteras et l'île Roanoke (habitées par des indiens Algonquins du groupe des Croatans) et longent la côte en direction du Nord jusqu'au sud de la baie de Chesapeake. C'est alors que ceux-ci nomment la région longée « Virginie ». Avant de repartir pour l'Europe, ils obtiennent la permission d'emmener avec eux deux Croatans : Manteo et Wanchese (en), dans l'intention de transcrire et d'apprendre leur langue pour permettre aux colons de mieux communiquer avec les indigènes lors des prochaines expéditions (ce que fera Thomas Harriot, à la cour d'Élisabeth Ire).
- La « colonie perdue » de Roanoke : En 1585, Walter Raleigh envoie une seconde expédition, commandée cette fois-ci par Richard Grenville (Amadas est son second). Ceux-ci amènent des colons qui prennent possession de l'île Roanoke (dans les Outer Banks ). Richard Grenville repart quelque temps après. Lorsqu'il repasse en 1586, Grenville ne trouve personne. Les colons, confrontés aux rigueurs de la colonisation dans la région, ont en fait décidé de profiter du passage du corsaire anglais Francis Drake pour rentrer en Europe. En 1587, deuxième expédition envoyée par Walter Raleigh, qui s'obstine : elle a pour commandant le dessinateur John White. La fille de celui-ci accouche de Virginia Dare, premier sujet du royaume d'Angleterre à naître sur le continent américain. John doit rentrer pour approvisionner la colonie mais, bloqué en Angleterre par l'attaque espagnole de l'Invincible Armada, il ne pourra pas revenir avant 1590, année où il ne trouvera plus aucun colon, et rien d'autre que l'inscription « Crotoan » laissée sur un arbre. Walter Raleigh aurait également introduit le tabac dans cette région d’Amérique du Nord.
- La première colonie anglaise permanente de Virginie (et d'Amérique du Nord) : Jamestown. En 1607, un groupe de colons anglais envoyés par le roi d'Angleterre James Ier, et commandés par Christopher Newport, arrive à l'entrée de la baie de Chesapeake (que des Espagnols ont explorée avant eux). Ils donnent aux deux caps de Virginie qui enserrent l'entrée de la baie leurs noms actuels : le cap Henry au sud et le cap Charles au nord (ces noms sont tirés des prénoms portés alors par deux fils du roi James, dont le deuxième lui succédera sur le trône en tant que Charles Ier). Une fois entrés dans la baie, ils remontent la première rivière qui fait face à l'entrée, qu'ils nomment James River, et établissent sur une île de sa rive gauche une colonie permanente qu'ils nomment Jamestown. Cette île existe toujours aujourd'hui et se trouve au sud de la ville de Williamsburg. C'est l'époque de John Smith et de Pocahontas. Après une période d'implantation dramatique liée à la nature difficile des terres et aux conflits avec les « Indiens » la colonie finira par s'établir durablement grâce à la culture du tabac. En 1609, la colonie avait perdu plus de 80 % de ses membres. À partir de 1617 (selon André Kaspi), la colonie commence à prospérer et survivra jusqu'à la fin du XVIIe siècle. Le 20 août 1619, des bateaux néerlandais débarquent à Jamestown : les 20 premiers travailleurs noirs[8], parfois présentés comme des esclaves. Mais il s'agit plus probablement d'« engagés » devant une durée de travail, selon les travaux des historiens[9].
- Entre 1640 et 1680, la population de l’État, gouvernée par William Berkeley grandit vite, passant de 5 000 à plus de 40 000 habitants lorsque les « cavaliers », des gentilshommes restés fidèles au roi Charles Ier d'Angleterre, débarquèrent, dans les années 1640 avec leurs serviteurs à la suite de la guerre entre les partisans de Cromwell et ceux du roi. Ces « cavaliers » marquèrent profondément la Virginie.
- En 1649, les esclaves noirs sont au nombre de seulement trois cents en Virginie[10].
- C'est en 1660, que l'esclavage, déjà pratiqué, est officiellement légalisé[11] après la Restauration anglaise de la monarchie catholique, la dynastie Stuart, avec Charles II, fils de Charles Ier, qui redonne à William Berkeley la gouvernance du territoire, d'autant que des grands planteurs catholiques amis, venus de la Barbade, tels que le colonel Benjamin Berringer, ou John Yeamans, s'installent un peu au sud pour fonder la Caroline et un peu au Nord pour fonder le New Jersey.
- La loi virginienne de 1662 sur l'esclavage, édictée un an après le Code des esclaves de la Barbade, dispose qu'une esclave ne peut donner naissance qu'à des esclaves, pour contrecarrer la jurisprudence Elizabeth Key et empêcher le métissage, un texte écrit au même moment que le Code des esclaves de la Barbade, qui inspirera 23 ans plus tard le Code noir.
- En 1676, la révolte de Nathaniel Bacon, qui souhaitait chasser une tribu d'Amérindiens et conspuait le gouverneur, est matée.

### État américain

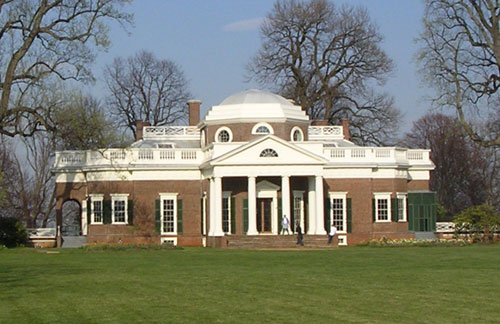
Monticello, la villa de Thomas Jefferson.

C'est l’une des Treize Colonies qui ont fondé les États-Unis, en jouant un rôle moteur. Quatre des cinq premiers présidents des États-Unis venaient de Virginie (Washington, Madison, Monroe et Jefferson).
- En juin 1776, la déclaration d'indépendance de la Virginie, rédigée par Thomas Jefferson, pionnier de l'indépendance américaine, complète la constitution de Virginie. Cette déclaration sert de modèle à la déclaration d'indépendance des États-Unis du 4 juillet 1776. Jefferson deviendra le troisième président des États-Unis.
- En 1784, la Virginie cède aux États-Unis les territoires au nord de l'Ohio pour le développement vers l'ouest selon le système des townships.
- En 1787, la Constitution des États-Unis est rédigée par James Madison, également originaire de Virginie, et qui sera le quatrième président des États-Unis.
- La Virginie fut le premier État du Sud qui adopta la coutume de Thanksgiving.

Dans les années 1820 des groupes de vigilantes sont organisés dans l’État, notamment avec le soutien d'Andrew Jackson, pour surveiller les esclaves et au besoin les abattre. Ces patrouilles arrêtent également les voyageurs blancs venus du Nord ; ceux ne pouvant fournir une explication valable à leur présence dans le Sud sont arrêtés pour être interrogés en profondeur. Ceux arrêtés avec de la propagande anti-esclavagiste sont fouettés et, à l'occasion, pendus.
En 1862, lors de la guerre de Sécession, la Virginie fait partie des États sudistes esclavagistes, hostiles au président Lincoln, qui décident de se séparer de l'Union. Richmond devient la capitale des États confédérés. Cependant, les comtés de l'ouest de l’État refusent de quitter l'Union. Ils se séparent du reste de l'État et deviennent la Virginie-Occidentale, dont l'existence est entérinée par une décision de la Cour suprême en 1870.
Après la guerre, les lois Jim Crow établissent la ségrégation raciale. Les Noirs libérés de l’esclavage sont privés de leurs droits civiques. Ils ne peuvent ni voter, ni être membres d’un jury. En Virginie, ils ne peuvent se marier avec des Blancs, selon une loi qui perdurera jusqu’en 1967.

## Géographie

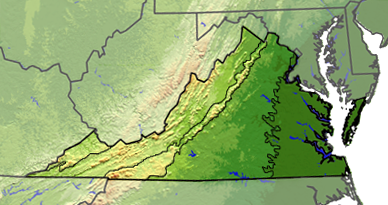
Du point de vue géographique et géologique, la Virginie est divisée en cinq régions ; ce sont, d'est en ouest : les Bas-champs, le Piedmont de Virginie, les montagnes Bleues, la vallée de Shenandoah et les Appalaches, et le plateau de Cumberland.

La Virginie est d'une superficie totale de 110 785 km2, dont 8 236 km2 d'eaux de surface, ce qui la classe au 35e rang pour la superficie aux États-Unis. La Virginie est frontalière du Maryland et de Washington, D.C. au nord et à l'est ; de l’océan Atlantique à l'est ; de la Caroline du Nord et du Tennessee au sud ; du Kentucky à l'ouest, et enfin de la Virginie-Occidentale au nord et à l'ouest. Les frontières de la Virginie avec le Maryland et Washington sont définies par la ligne des plus basses eaux du Potomac. Sa frontière méridionale coïncide (et est définie par) le parallèle de latitude 36° 30′ nord, bien que des erreurs cadastrales entraînent localement des écarts qui n'excèdent pas trois minutes d'arc. La frontière avec le Tennessee n'a été confirmée qu'en 1893, au terme d'un jugement de la Cour suprême des États-Unis.

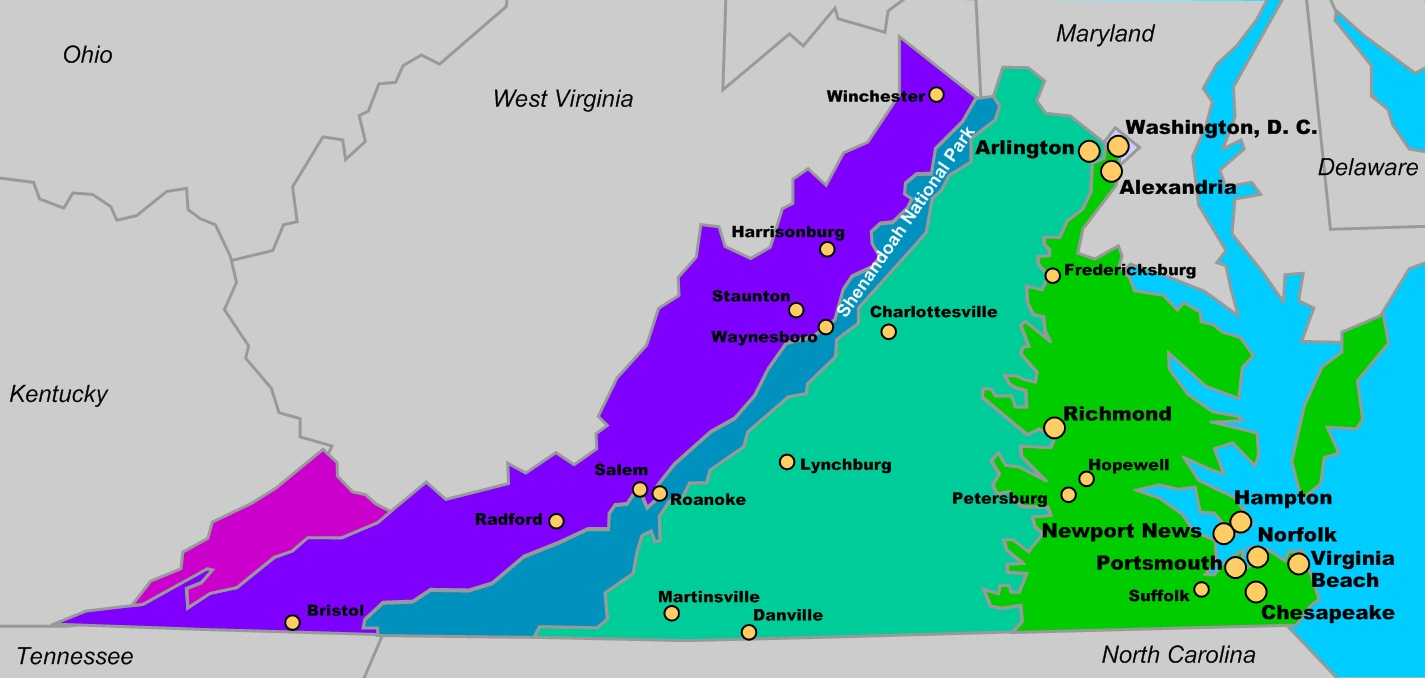
Carte de la Virginie.

### Géologie et sols

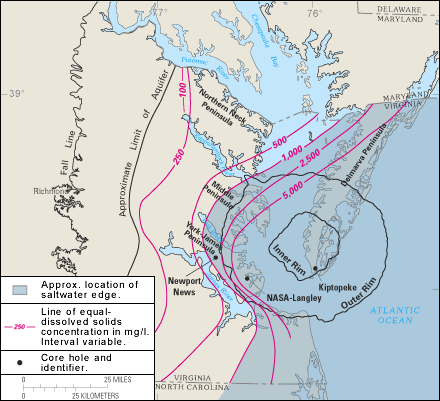
Il y a 35 millions d'années, un bolide a percuté la Virginie orientale. Le cratère pourrait expliquer les effets de subsidence et les séismes qui affectent la région.

La baie de Chesapeake sépare le continent de la péninsule orientale de Virginie. La baie est née de l’enfouissement des vallées de la Susquehanna et de la James River. Plusieurs rivières de Virginie se déversent dans la baie de Chesapeake, parmi lesquelles le Potomac, le Rappahannock, la York River, et la James River , ce qui dessine un ensemble de trois péninsules protubérant dans la baie,.
D'est en ouest :
- Les Bas-champs forment une partie de la plaine littorale entre la côte Atlantique et une ligne de subsidence correspondant à la ligne des cataractes nord américaine (fall line). Ils englobent la côte est et les quelques estuaires de la baie de Chesapeake.
- Le Piedmont est une succession de contreforts faits de roches sédimentaires et ignées à l'est de montagnes qui se sont formées à l'ère Mésozoïque[23]. La région, réputée pour ses sols argileux et lourds, comprend les Southwest Mountains autour de Charlottesville[24].
- Les montagnes Blue Ridge, le sous-ensemble oriental cristallin et le plus élevé des monts Appalaches, culminent en Virginie, avec le mont Rogers (1 746 m d'altitude[25]).
- La région de Ridge and Valley, à l'ouest de ces montagnes, comprend la vallée de Shenandoah et les monts Appalaches. Cette région calcaire englobe la montagne de Massanutten (en)[26].
- Le plateau de Cumberland et les monts de Cumberland se dressent à la pointe sud-ouest de l'État, au sud des monts Allegheny. Dans cette région, les rivières s'écoulent en direction du nord-ouest, selon des lits filamentaires, pour se déverser dans le bassin de l'Ohio[27].

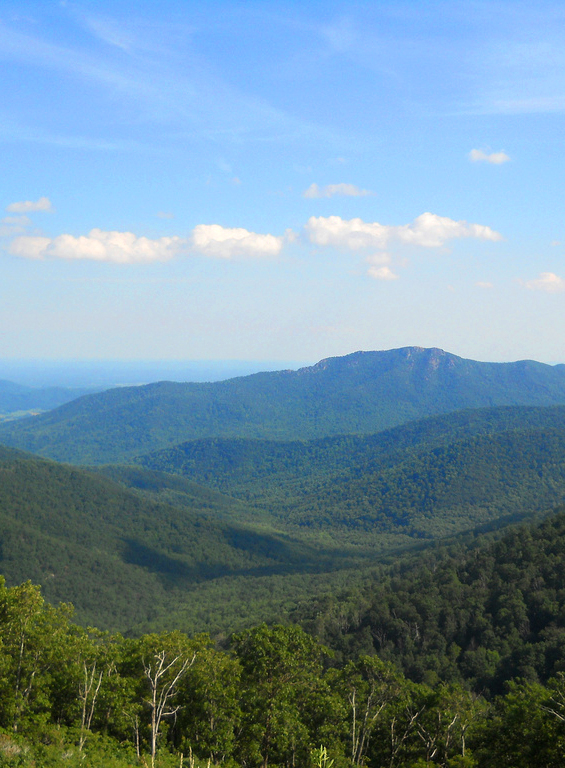
Les forêts de feuillus et de conifères donnent leur couleur caractéristique aux montagnes Bleues.

Les massifs calcaires de l’État sont percés de 4 000 grottes, dont une dizaine est ouverte aux touristes.
L’activité sismique de la Virginie est irrégulière ; les tremblements de terre dépassent rarement la magnitude de 4,5 sur l’Échelle de Richter, tant il est vrai que l'État est éloigné des contours de la plaque nord-américaine : le tremblement de terre le plus intense, d'une magnitude estimée à 5,9, est survenu en 1897 dans les environs de Blacksburg. Un tremblement de terre d'une magnitude de 5,8 a frappé le centre de la Virginie le 23 août 2011, non loin de Mineral ; ses secousses se seraient fait sentir jusqu'à Toronto (Ontario, Canada), Atlanta (Géorgie, États-Unis) et en Floride.
Les mines de charbon exploitent 45 veines traversant les trois massifs montagneux de l’État, dans la zone des bassins du Mésozoïque. On tire en outre de son sous-sol quantité de ressources minérales : de l’ardoise, de la cyanite, des graves (62 millions de tonnes en 2012).

### Climat
Le climat de la Virginie est un climat subtropical humide (Cfa dans la classification de Köppen) qui devient plus chaud et plus humide à mesure que l'on progresse vers le sud et l'est. L'influence Atlantique affectée par les fronts créés par le Gulf Stream, prédomine sur la côte, mais avec des ouragans, qui se concentrent particulièrement à l'embouchure de la baie de Chesapeake. Les étés y sont particulièrement chauds et humides avec un ensoleillement important et une pluie chaude drue.
La Virginie connaît en moyenne 35 à 45 jours d'orage, surtout dans l'Ouest de l’État, et un volume de précipitations annuel de 1 082 mm. Les masses d'air froid traversant les chaînes montagneuses en hiver sont la cause d'abondantes précipitations neigeuses, comme le blizzard de 1996 et les tempêtes de neige de l'hiver 2009–2010. L’interaction de ces phénomènes avec le relief crée des microclimats dans la vallée de Shenandoah, le sud-ouest montagneux et la plaine côtière. La Virginie subit en moyenne sept tornades annuellement, d'intensité F2 ou moins sur l'échelle de Fujita.
Ces dernières années, l’expansion urbaine de Washington en direction du Nord de la Virginie s'est traduite par la formation d'un îlot de chaleur urbain, dû principalement au fait que le rayonnement solaire est davantage absorbé dans les zones densément peuplées. Le rapport de 2011 de l’American Lung Association signale que la qualité de l'air s'est dégradée dans 11 comtés, le comté de Fairfax étant le plus pollué, essentiellement du fait des gaz d'échappement,. La brume sèche des montagnes proviendrait principalement des centrales thermiques au charbon.
| Mois                                | jan.  | fév.  | mars  | avril | mai  | juin  | jui.  | août  | sep.  | oct.  | nov.  | déc.  | année   |
| ----------------------------------- | ----- | ----- | ----- | ----- | ---- | ----- | ----- | ----- | ----- | ----- | ----- | ----- | ------- |
| Température minimale moyenne (°C)   | −2    | −0,8  | 2,9   | 7,8   | 12,8 | 18,1  | 20,5  | 19,7  | 15,7  | 9,1   | 4,1   | −0,3  | 8,9     |
| Température moyenne (°C)            | 3,2   | 4,9   | 9,1   | 14,5  | 19,1 | 24    | 26,2  | 25,2  | 21,4  | 15,3  | 10,2  | 4,9   | 14,8    |
| Température maximale moyenne (°C)   | 8,4   | 10,6  | 15,4  | 21,1  | 25,3 | 29,9  | 31,9  | 30,8  | 27,2  | 21,6  | 16,2  | 10,2  | 20,7    |
| Record de froid (°C)                | −24,4 | −23,3 | −12,2 | −7,2  | −0,6 | 4,4   | 10,6  | 7,8   | 1,7   | −6,1  | −12,2 | −18,9 | −24,4   |
| Record de chaleur (°C)              | 27,2  | 28,3  | 34,4  | 35,6  | 37,8 | 40    | 40,6  | 41,7  | 39,4  | 37,2  | 30    | 27,2  | 41,7    |
| Ensoleillement (h)                  | 172,5 | 179,7 | 233,3 | 261,6 | 288  | 306,4 | 301,4 | 278,9 | 237,9 | 222,8 | 183,5 | 163   | 2 829   |
| Précipitations (mm)                 | 77,2  | 69,9  | 102,6 | 82,8  | 96   | 99,8  | 114,6 | 118,4 | 104,6 | 75,7  | 82    | 82,8  | 1 106,9 |
| Nombre de jours avec précipitations | 9,7   | 8,9   | 10,3  | 10    | 10,8 | 10    | 11,4  | 9,1   | 8,4   | 7,4   | 8,3   | 9,7   | 114,1   |
| Humidité relative (%)               | 67,9  | 65,6  | 63    | 60,8  | 69,5 | 72,2  | 74,8  | 77,2  | 77    | 73,8  | 69,1  | 68,9  | 70      |

### Faune et flore
Les forêts de Virginie sont principalement des forêts de feuillus à feuilles larges ; elles couvrent 65 % du territoire. En plaine on rencontre surtout des touffes denses de coniums et des mousses qui recherchent l'humidité, ainsi que des forêts de caryers et de chênes dans les monts Blue Ridge ; mais depuis le début des années 1990, les ravages du bombyx ont mis un terme à la prédominance des chêneraies. Dans la région des bas-champs, le pin à l'encens tend à dominer, avec des ripisylves de cyprès chauve à travers les lagunes de Great Dismal et de Nottoway. Parmi les autres plantes on trouve le noisetier, l’érable, le tulipier de Virginie, le laurier des montagnes, les asclépiades, les fleurs d'aster et plusieurs espèces de fougères. Les prairies les plus étendues se situent le long de la côte atlantique et dans les montagnes de l'ouest : on y trouve les plus grandes populations de trille blanc d’Amérique du Nord,. La flore de la côte sud-est est celle des pinèdes maritimes.

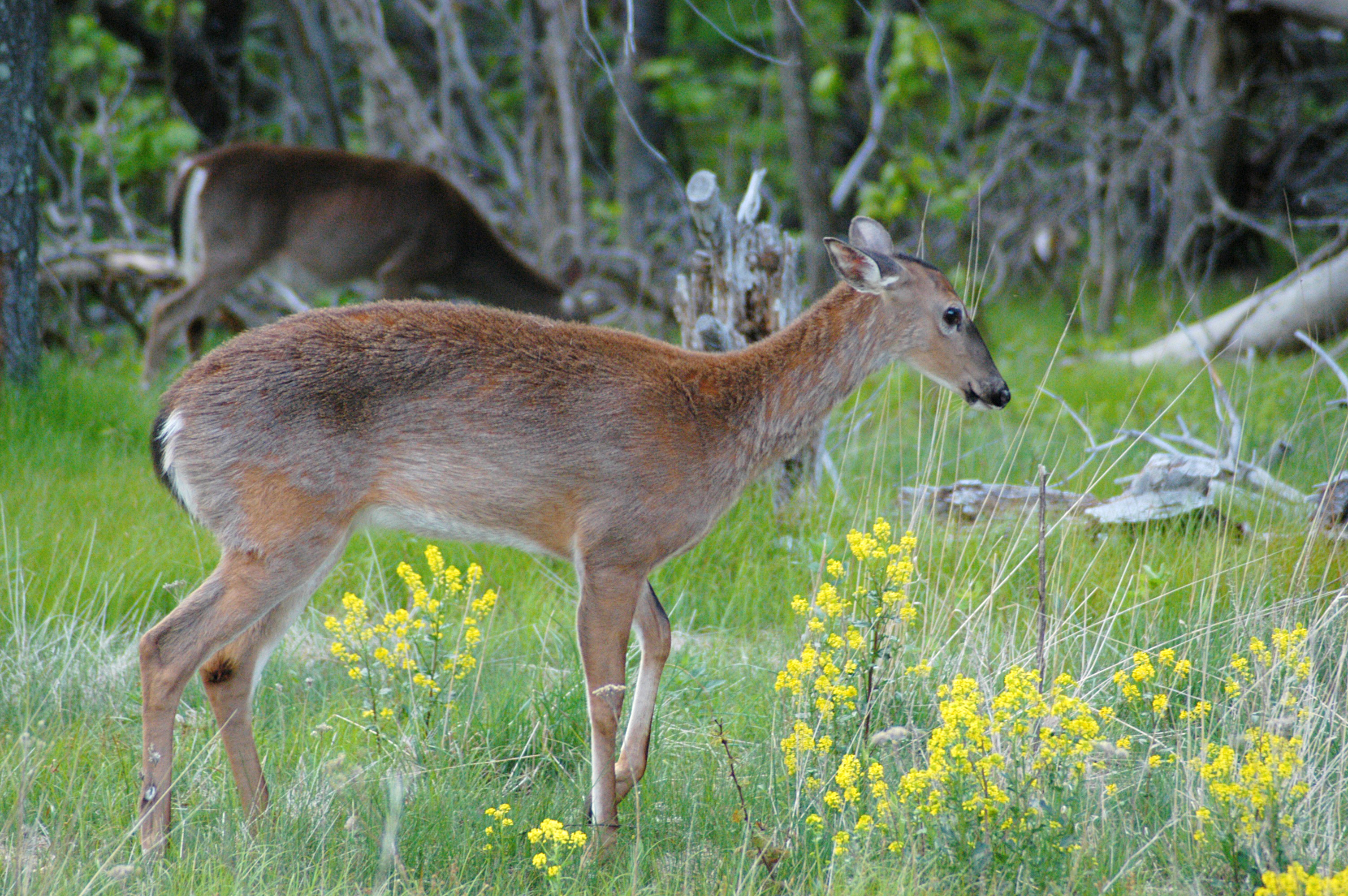
Un cerf de Virginie à Tanner Ridge, dans le parc national de Shenandoah.

Les principales espèces de mammifères sont le cerf de Virginie, l’ours noir, le castor, le lynx, coyote, le raton laveur, la mouffette, la marmotte, l’opossum de Virginie, le renard gris ou roux et le lapin à queue blanche. Parmi les autres mammifères, on trouve le ragondin, l’écureuil chauve, l’écureuil gris, polatouche, le tamia, la grande chauve-souris brune et la belette. Les principales espèces d'oiseaux sont le cardinal (symbole de l’État), la chouette rayée, la mésange de Caroline, la buse à queue rousse, le balbuzard pêcheur, le pélican brun, la caille, la mouette, l'aigle chauve et le dindon sauvage. On trouve aussi en Virginie le petit et le grand Pic. Le faucon pèlerin a été introduit au parc national de Shenandoah vers le milieu des années 1990. Le sandre doré jaune, la truite de rivière, le bar de Roanoke et le poisson-chat bleu ne sont que quelques-unes des 210 espèces recensées de poissons d'eau vive. On trouve fréquemment dans les rivières à fond rocheux quantité d'écrevisses et de salamandres. La baie de Chesapeake abrite de nombreuses espèces, dont le crabe bleu, la palourde, l’huître, et le bar rayé.
L'État de Virginie possède une trentaine de sites gérés par le National Park Service, parmi lesquels le Great Falls Park et le sentier des Appalaches, ainsi qu'un parc national, le Parc national de Shenandoah. Le parc de Shenandoah a été inauguré en 1935 : on peut le traverser par la pittoresque route de Skyline Drive. Près de 40 % de la superficie du parc (322 km2) est classé zone sauvage par le système de gestion national des zones de nature sauvage. La Virginie gère elle-même 34 parcs d'État et 17 forêts domaniales, par l'intermédiaire du Department of Conservation and Recreation and the Department of Forestry,. La baie de Chesapeake, quoiqu'elle ne soit pas un parc national, est cela dit protégée à la fois par les lois de la Virginie et les lois fédérales ; le Chesapeake Bay Program, programme de restauration du bassin hydrographique, est géré conjointement par ces deux autorités. Le parc d'État de Dismal Swamp s'étend jusqu'en Caroline du Nord, tout comme le Back Bay National Wildlife Refuge (en), qui délimite les Outer Banks.

### Régions
La Virginie peut être divisée en plusieurs régions, parmi lesquelles :
- la Northern Virginia
- la Central Virginia
- la Coastal Virginia - Hampton Roads
- la Coastal Virginia - Eastern Shore
- la Chesapeake Bay
- la Southern Virginia
- la Southwest Virgina - Blue Ridge Highlands
- la Virginia Mountains
- la Shenandoah Valley
- et la Southwest Virginia - Heart of Appalachia

### Aires protégées

Le monument national de Booker T Washington.

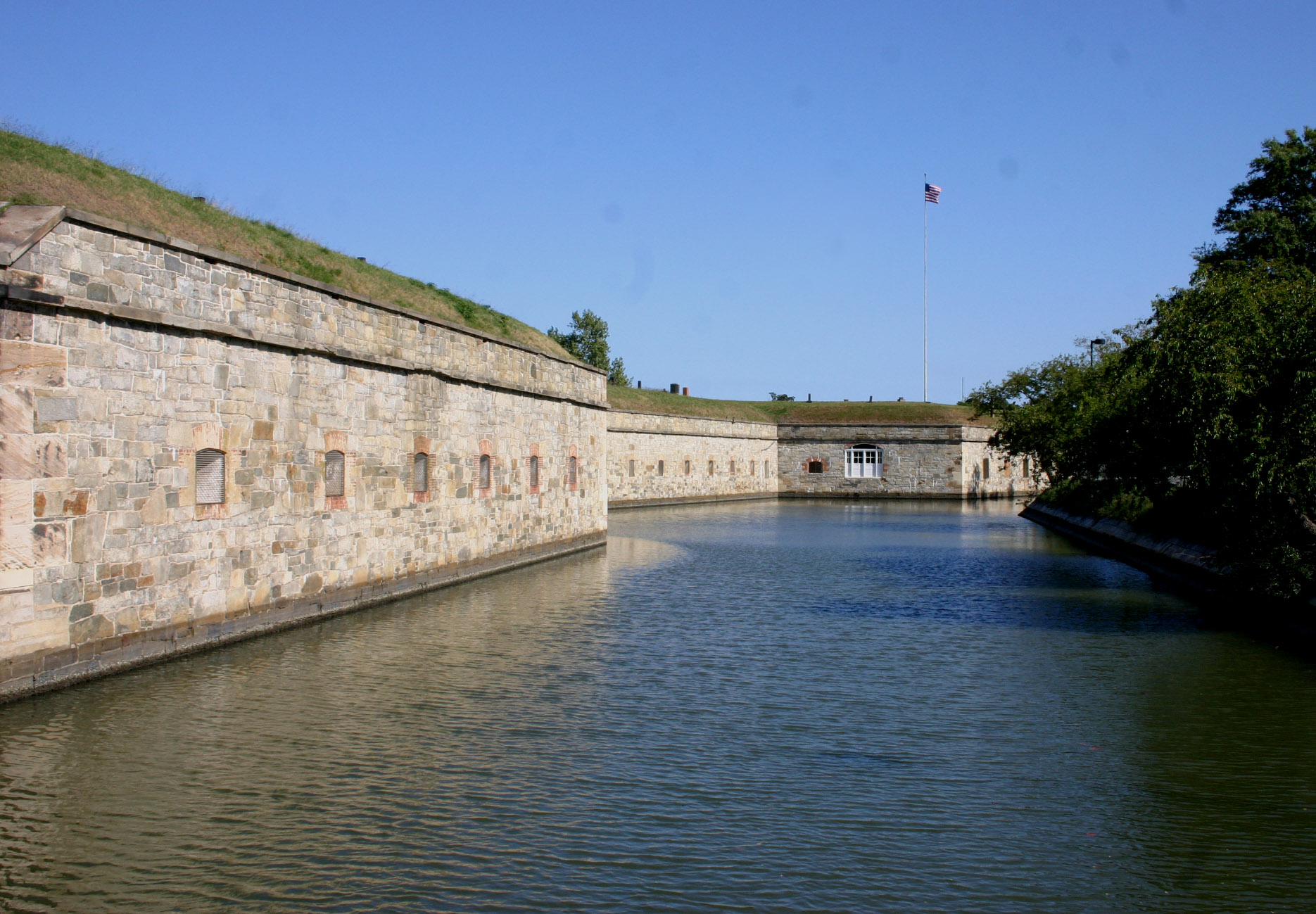
Le monument national de Fort Monroe.

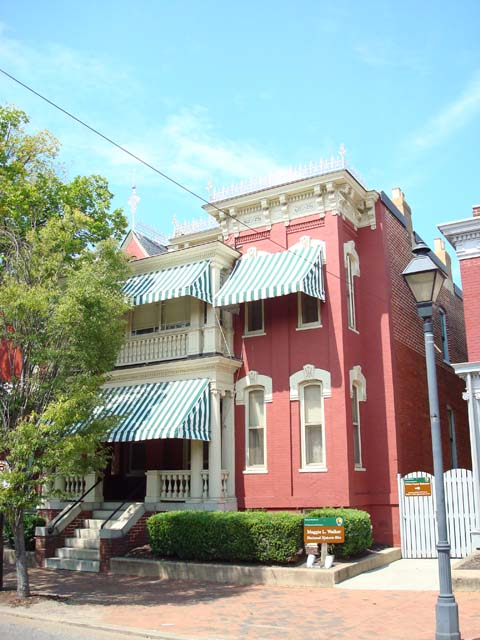
Le site historique national Maggie L Walker.

On compte 34 aires protégées gérées par le National Park Service en Virginie :
- Sentier des Appalaches
- Appomattox Court House National Historical Park
- Arlington House
- Assateague Island National Seashore
- Blue Ridge Parkway
- Monument national Booker T. Washington
- Cape Henry Memorial
- Captain John Smith Chesapeake National Historic Trail
- Cedar Creek and Belle Grove National Historical Park
- Chesapeake Bay Gateways Network
- Civil War Defenses of Washington
- Claude Moore Colonial Farm
- Colonial National Historical Park
- Cumberland Gap National Historical Park
- Fort Monroe
- Fredericksburg and Spotsylvania National Military Park
- George Washington Memorial Parkway
- George Washington Birthplace National Monument
- Great Falls Park
- Green Springs National Historic Landmark District
- Harpers Ferry National Historical Park
- Historic Jamestowne
- Maggie L. Walker National Historic Site
- Manassas National Battlefield Park
- Overmountain Victory National Historic Trail
- Petersburg National Battlefield
- Potomac Heritage Trail
- Prince William Forest Park
- Richmond National Battlefield Park
- Parc national de Shenandoah
- Star-Spangled Banner National Historic Trail
- Washington–Rochambeau Revolutionary Route
- Wolf Trap National Park for the Performing Arts

## Subdivisions administratives

### Comtés
L'État de Virginie est divisé en 95 comtés et 38 villes indépendantes.

### Agglomérations
L'État est en partie intégré au BosWash, une mégalopole s'étendant sur plusieurs États du Nord-Est des États-Unis entre Boston et Washington.

#### Aires métropolitaines et micropolitaines
Le Bureau de la gestion et du budget a défini onze aires métropolitaines et quatre aires micropolitaines dans ou en partie dans l'État de Virginie.
| Zone urbaine                                 | Population (2010)     | Population (2013)     | Variation (2010-2013) | Rang national (2013) |
| -------------------------------------------- | --------------------- | --------------------- | --------------------- | -------------------- |
| Washington-Arlington-Alexandria, DC-VA-MD-WV | 2 677 141 (5 636 232) | 2 856 822 (5 949 859) | 6,7 % (5,6 %)         | (7)                  |
| Virginia Beach-Norfolk-Newport News, VA-NC   | 1 641 078 (1 676 822) | 1 671 323 (1 707 369) | 1,8 % (1,8 %)         | (37)                 |
| Richmond, VA                                 | 1 208 101             | 1 245 764             | 3,1 %                 | 44                   |
| Roanoke, VA                                  | 308 707               | 311 835               | 1,0 %                 | 159                  |
| Lynchburg, VA                                | 252 634               | 256 455               | 1,5 %                 | 183                  |
| Charlottesville, VA                          | 218 705               | 224 055               | 2,5 %                 | 196                  |
| Blacksburg-Christiansburg-Radford, VA        | 178 237               | 180 351               | 1,2 %                 | 229                  |
| Harrisonburg, VA                             | 125 228               | 129 136               | 3,1 %                 | 305                  |
| Staunton-Waynesboro, VA                      | 118 502               | 119 525               | 0,9 %                 | 320                  |
| Winchester, VA-WV                            | 104 508 (128 472)     | 108 535 (131 980)     | 3,9 % (2,7 %)         | (299)                |
| Kingsport-Bristol-Bristol, TN-VA             | 95 888 (309 544)      | 94 888 (309 283)      | -1,0 % (-0,1 %)       | (161)                |

| Zone urbaine      | Population (2010) | Population (2013) | Variation (2010-2013) | Rang national (2013) |
| ----------------- | ----------------- | ----------------- | --------------------- | -------------------- |
| Danville, VA      | 106 561           | 105 333           | -1,2 %                | 24                   |
| Martinsville, VA  | 67 972            | 66 372            | -2,4 %                | 114                  |
| Big Stone Gap, VA | 61 313            | 60 092            | -2,0 %                | 151                  |
| Bluefield, WV-VA  | 45 078 (107 342)  | 44 103 (106 087)  | -2,2 % (-1,2 %)       | (22)                 |

En 2010, 90,1 % des Virginiens résidaient dans une zone à caractère urbain, dont 86,6 % dans une aire métropolitaine et 3,5 % dans une aire micropolitaine.

#### Aires métropolitaines combinées
Le Bureau de la gestion et du budget a également défini quatre aires métropolitaines combinées dans ou en partie dans l'État de Virginie.
| Zone urbaine                                   | Population (2010)     | Population (2013)     | Variation (2010-2013) | Rang national (2013) |
| ---------------------------------------------- | --------------------- | --------------------- | --------------------- | -------------------- |
| Washington-Baltimore-Arlington, DC-MD-VA-WV-PA | 2 781 649 (9 051 961) | 2 965 357 (9 443 180) | 6,6 % (4,3 %)         | (4)                  |
| Virginia Beach-Norfolk, VA-NC                  | 1 641 078 (1 779 243) | 1 671 323 (1 810 266) | 1,8 % (1,7 %)         | (32)                 |
| Harrisonburg-Staunton-Waynesboro, VA           | 243 730               | 248 661               | 2,0 %                 | 119                  |
| Johnson City-Kingsport-Bristol, TN-VA          | 95 888 (508 260)      | 94 888 (509 249)      | -1,0 % (0,2 %)        | (88)                 |

En 2013, l'aire métropolitaine combinée de Washington-Baltimore-Arlington était la 4e aire métropolitaine combinée la plus peuplée des États-Unis après celles de New York-Newark (23 484 225 habitants), Los Angeles-Long Beach (18 351 929 habitants) et Chicago-Naperville (9 912 730 habitants).

### Municipalités

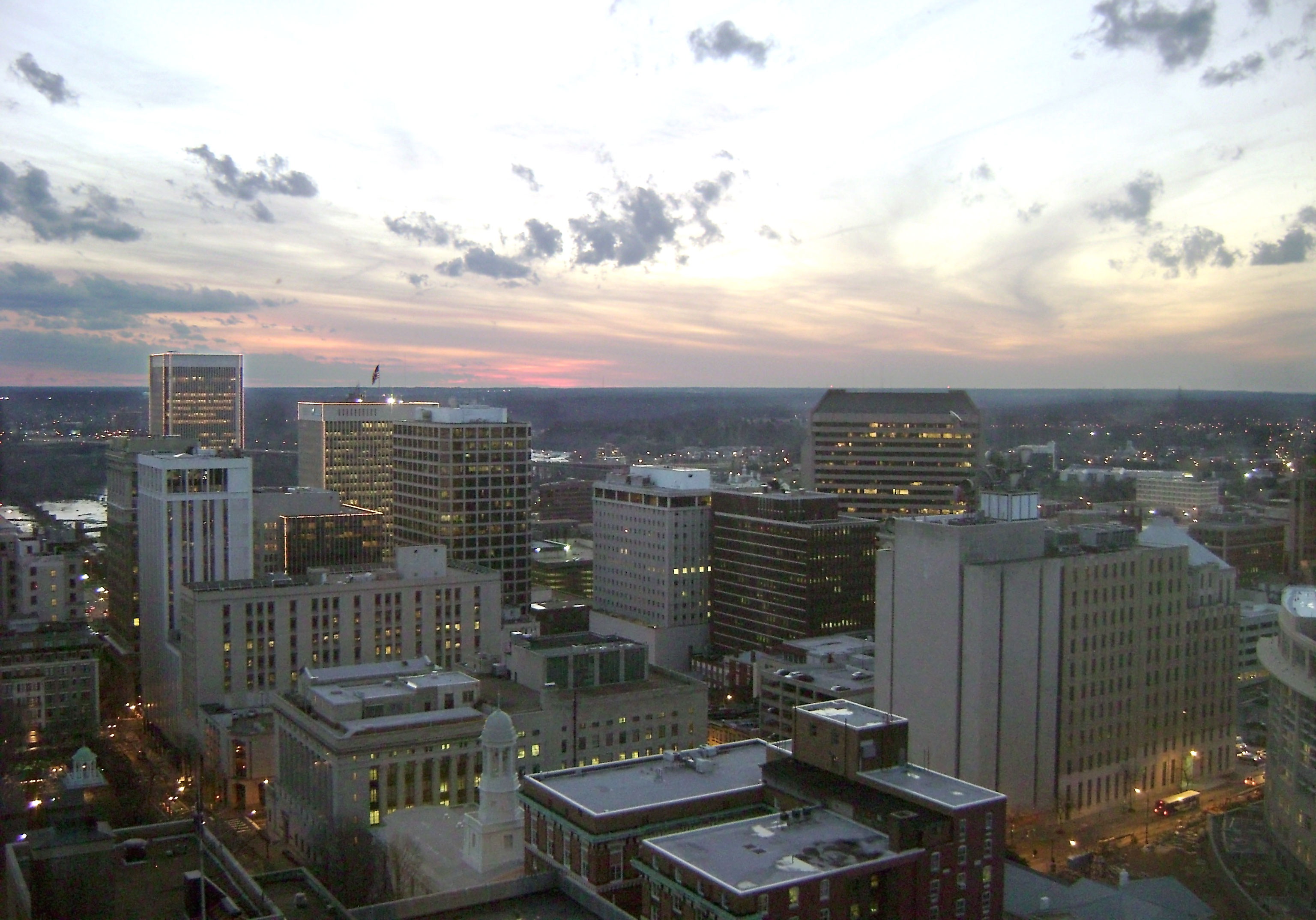
La capitale de la Virginie, Richmond.

L'État de Virginie compte 229 municipalités, dont 18 de plus de 30 000 habitants.
| Rang | Municipalité    | Comté              | Population (2010) | Population (2013) | Variation (2010-2013) |
| ---- | --------------- | ------------------ | ----------------- | ----------------- | --------------------- |
| 1    | Virginia Beach  | Ville indépendante | 437 994           | 448 479           | 2,4 %                 |
| 2    | Norfolk         | Ville indépendante | 242 803           | 246 139           | 1,4 %                 |
| 3    | Chesapeake      | Ville indépendante | 222 209           | 230 571           | 3,8 %                 |
| 4    | Richmond        | Ville indépendante | 204 214           | 214 114           | 4,8 %                 |
| 5    | Newport News    | Ville indépendante | 180 719           | 182 020           | 0,7 %                 |
| 6    | Alexandria      | Ville indépendante | 139 966           | 148 892           | 6,4 %                 |
| 7    | Hampton         | Ville indépendante | 137 436           | 136 699           | -0,5 %                |
| 8    | Roanoke         | Ville indépendante | 97 032            | 98 465            | 1,5 %                 |
| 9    | Portsmouth      | Ville indépendante | 95 535            | 96 205            | 0,7 %                 |
| 10   | Suffolk         | Ville indépendante | 84 585            | 85 728            | 1,4 %                 |
| 11   | Lynchburg       | Ville indépendante | 75 568            | 78 014            | 3,2 %                 |
| 12   | Harrisonburg    | Ville indépendante | 48 914            | 51 395            | 5,1 %                 |
| 13   | Leesburg        | Loudoun            | 42 616            | 47 673            | 11,9 %                |
| 14   | Charlottesville | Ville indépendante | 43 475            | 44 349            | 2,0 %                 |
| 15   | Blacksburg      | Montgomery         | 42 620            | 43 609            | 2,3 %                 |
| 16   | Danville        | Ville indépendante | 43 055            | 42 907            | -0,3 %                |
| 17   | Manassas        | Ville indépendante | 37 821            | 41 705            | 10,3 %                |
| 18   | Petersburg      | Ville indépendante | 32 420            | 32 538            | 0,4 %                 |

La municipalité de Virginia Beach était la 39e municipalité la plus peuplée des États-Unis en 2013.

## Démographie

### Population

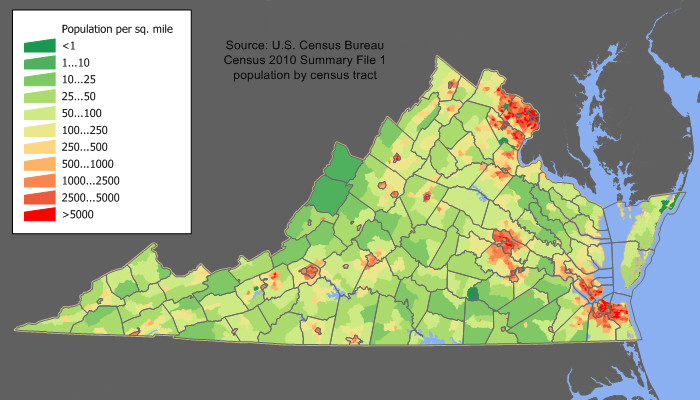
Densités de population en 2010 (en mille carré).

Le Bureau du recensement des États-Unis estime la population de l'État de la Virginie à 8 535 519 habitants au 1er juillet 2019, soit une hausse de 6,68 % depuis le recensement des États-Unis de 2010 qui tablait la population à 8 001 024 habitants. Depuis 2010, l'État connaît la 13e croissance démographique la plus soutenue des États-Unis.
Avec 8 001 024 habitants en 2010, la Virginie était le 12e État le plus peuplé des États-Unis. Sa population comptait pour 2,59 % de la population du pays. Le centre démographique de l'État était localisé dans le sud-est du comté de Louisa.
Avec 78,23 hab./km2 en 2010, la Virginie était le 14e État le plus dense des États-Unis.
Le taux d'urbains était de 75,5 % et celui de ruraux de 24,5 %.
En 2010, le taux de natalité s'élevait à 12,9 ‰ (12,6 ‰ en 2012) et le taux de mortalité à 7,4 ‰ (7,5 ‰ en 2012). L'indice de fécondité était de 1,888 8 enfants par femme (1,84 en 2012). Le taux de mortalité infantile s'élevait à 6,8 ‰ (6,4 ‰ en 2012). La population était composée de 23,17 % de personnes de moins de 18 ans, 10,02 % de personnes entre 18 et 24 ans, 27,49 % de personnes entre 25 et 44 ans, 27,11 % de personnes entre 45 et 64 ans et 12,21 % de personnes de 65 ans et plus. L'âge médian était de 37,5 ans.
Entre 2010 et 2013, l'accroissement de la population (+ 259 374) était le résultat d'une part d'un solde naturel positif (+ 138 401) avec un excédent des naissances (334 232) sur les décès (195 831), et d'autre part d'un solde migratoire positif (+ 119 680) avec un excédent des flux migratoires internationaux (+ 95 545) et un excédent des flux migratoires intérieurs (+ 24 135).
Selon des estimations de 2013, 86,8 % des Virginiens étaient nés dans un État fédéré, dont 49,8 % dans l'État de Virginie et 37,0 % dans un autre État (16,4 % dans le Sud, 10,9 % dans le Nord-Est, 5,6 % dans le Midwest, 4,0 % dans l'Ouest), 1,7 % étaient nés dans un territoire non incorporé ou à l'étranger avec au moins un parent américain et 11,5 % étaient nés à l'étranger de parents étrangers (41,6 % en Asie, 36,1 % en Amérique latine, 10,4 % en Europe, 9,9 % en Afrique, 1,6 % en Amérique du Nord, 0,5 % en Océanie). Parmi ces derniers, 50,3 % étaient naturalisés américains et 49,7 % étaient étrangers,.
Selon des estimations de 2012 effectuées par le Pew Hispanic Center, l'État comptait 275 000 immigrés illégaux, soit 3,5 % de la population.

### Composition ethno-raciale et origines ancestrales
Selon le recensement des États-Unis de 2010, la population était composée de 68,58 % de Blancs, 19,39 % de Noirs, 5,50 % d'Asiatiques (1,30 % d'Indiens, 0,88 % de Coréens, 0,84 % de Philippins, 0,75 % de Chinois, 0,67 % de Viêts), 2,92 % de Métis, 0,37 % d'Amérindiens, 0,07 % d'Océaniens et 3,18 % de personnes n'entrant dans aucune de ces catégories.
Les Métis se décomposaient entre ceux revendiquant deux races (2,68 %), principalement blanche et noire (0,78 %) et blanche et asiatique (0,74 %), et ceux revendiquant trois races ou plus (0,24 %).
Les non hispaniques représentaient 92,10 % de la population avec 64,82 % de Blancs, 19,04 % de Noirs, 5,45 % d'Asiatiques, 2,27 % de Métis, 0,26 % d'Amérindiens, 0,06 % d'Océaniens et 0,19 % de personnes n'entrant dans aucune de ces catégories, tandis que les Hispaniques comptaient pour 7,90 % de la population, principalement des personnes originaires du Mexique (1,94 %), du Salvador (1,55 %) et de Porto Rico (0,92 %).
En 2010, la Virginie avait la 8e plus forte proportion d'Asiatiques et la 9e plus forte proportion de Noirs des États-Unis.
L'État comptait également les 9e plus grands nombres de Noirs (1 551 399) et d'Asiatiques (439 890) des États-Unis.
Les « mariages interraciaux » sont restés interdits en Virginie jusqu'en 1967.
|                                         | 1940  | 1950  | 1960  | 1970  | 1980  | 1990  | 2000  | 2010  |
| --------------------------------------- | ----- | ----- | ----- | ----- | ----- | ----- | ----- | ----- |
| Blancs                                  | 75,27 | 77,79 | 79,22 | 80,92 | 79,11 | 77,44 | 72,33 | 68,58 |
| ———Non hispaniques                      |       |       |       |       | 78,17 | 75,99 | 70,15 | 64,82 |
| Noirs                                   | 24,70 | 22,12 | 20,58 | 18,53 | 18,86 | 18,80 | 19,64 | 19,39 |
| ———Non hispaniques                      |       |       |       |       |       |       | 19,44 | 19,04 |
| Asiatiques (et Océaniens jusqu'en 1990) | 0,02  | 0,04  | 0,12  | 0,35  | 1,24  | 2,57  | 3,69  | 5,50  |
| ———Non hispaniques                      |       |       |       |       |       |       | 3,66  | 5,45  |
| Autres                                  | 0,01  | 0,05  | 0,08  | 0,20  | 0,79  | 1,19  | 4,34  | 6,53  |
| ———Non hispaniques                      |       |       |       |       |       |       | 2,09  | 2,79  |
| Hispaniques (toutes races confondues)   |       |       |       |       | 1,49  | 2,59  | 4,66  | 7,90  |

En 2013, le Bureau du recensement des États-Unis estime la part des non hispaniques à 91,4 %, dont 63,5 % de Blancs, 18,9 % de Noirs, 5,8 % d'Asiatiques et 2,7 % de Métis, et celle des Hispaniques à 8,6 %.
En 2000, les Virginiens s'identifiaient principalement comme étant d'origine allemande (11,7 %), américaine (11,4 %), anglaise (11,1 %), irlandaise (9,8 %) et italienne (3,6 %).
L'État avait la 9e plus forte proportion de personnes d'origine scot d'Ulster (2,2 %).
L'État abrite la 14e communauté juive des États-Unis. Selon le North American Jewish Data Bank, l'État comptait 95 240 Juifs en 2013 (41 215 en 1971), soit 1,2 % de la population. Ils se concentraient principalement dans les agglomérations de Washington-Arlington-Alexandria (68 000), Virginia Beach-Norfolk-Newport News (13 450) et Richmond (10 100). Ils constituaient une part significative de la population dans les comtés et les villes indépendantes de la banlieue de Washington tels que le comté d'Arlington (6,7 %), la ville de Falls Church (6,1 %), le comté de Fairfax (3,6 %) et les villes d'Alexandria (3,5 %) et Fairfax (3,3 %).
Les Amérindiens s'identifiaient principalement comme étant Cherokees (12,4 %) et Amérindiens du Mexique (4,4 %).
Les Hispaniques étaient principalement originaires du Mexique (24,5 %), du Salvador (19,6 %), de Porto Rico (11,7 %), du Guatemala (5,3 %), de la Bolivie (5,0 %), du Honduras (4,8 %) et du Pérou (4,6 %). Composée à 47,5 % de Blancs, 8,2 % de Métis, 4,4 % de Noirs, 1,4 % d'Amérindiens, 0,6 % d'Asiatiques, 0,1 % d'Océaniens et 37,8 % de personnes n'entrant dans aucune de ces catégories, la population hispanique représentait 29,2 % des Amérindiens, 22,2 % des Métis, 15,4 % des Océaniens, 5,5 % des Blancs, 1,8 % des Noirs, 0,8 % des Asiatiques et 94,0 % des personnes n'entrant dans aucune de ces catégories.
L'État avait la plus forte proportion de personnes originaires de la Bolivie (0,39 %), la 2e plus forte proportion de personnes originaires du Salvador (1,55 %), les 4e plus fortes proportions de personnes originaires du Honduras (0,38 %) et du Pérou (0,36 %) ainsi que la 10e plus forte proportion de personnes originaires de Cuba (0,19 %).
L'État comptait également le plus grand nombre de personnes originaires de la Bolivie (31 333), le 4e plus grand nombre de personnes originaires du Salvador (123 800), le 5e plus grand nombre de personnes originaires du Pérou (29 096), le 6e plus grand nombre de personnes originaires d'Argentine (6 263), les 7e plus grands nombres de personnes originaires du Nicaragua (7 388) et du Venezuela (4 429), le 8e plus grand nombre de personnes originaires du Honduras (30 583) ainsi que le 9e plus grand nombre de personnes originaires du Guatemala (33 556).
Les Asiatiques s'identifiaient principalement comme étant Indiens (23,6 %), Coréens (16,0 %), Philippins (15,2 %), Chinois (13,6 %), Viêts (12,2 %) et Pakistanais (5,6 %).
L'État avait la 2e plus forte proportion de Pakistanais (0,31 %), la 5e plus forte proportion de Coréens (0,88 %), les 6e plus fortes proportions d'Indiens (1,30 %) et de Viêts (0,67 %) ainsi que la 8e plus forte proportion de Philippins (0,84 %).
L'État comptait également le 4e plus grand nombre de Coréens (70 577), le 5e plus grand nombre de Viêts (53 529), les 6e plus grands nombres de Pakistanais (24 464), de Thaïs (6 729) et de Bangladais (5 848), les 7e plus grands nombres d'Indiens (103 916) et de Cambodgiens (6 178) ainsi que le 10e plus grand nombre de Philippins (66 963).
Les Métis se décomposaient entre ceux revendiquant deux races (91,8 %), principalement blanche et noire (26,7 %), blanche et asiatique (25,3 %), blanche et autre (11,9 %), blanche et amérindienne (11,0 %), noire et amérindienne (4,2 %), noire et autre (3,1 %) et noire et asiatique (3,0 %), et ceux revendiquant trois races ou plus (8,2 %).

### Religions
| Religion                    | Virginie | États-Unis |
| --------------------------- | -------- | ---------- |
| Protestantisme évangélique  | 30       | 25,4       |
| Protestantisme traditionnel | 16       | 14,7       |
| Églises noires              | 12       | 6,5        |
| Catholicisme                | 12       | 20,8       |
| Non-affiliés                | 15       | 15,8       |
| Agnosticisme                | 4        | 4,0        |
| Athéisme                    | 2        | 3,1        |
| Autres                      | 9        | 9,7        |

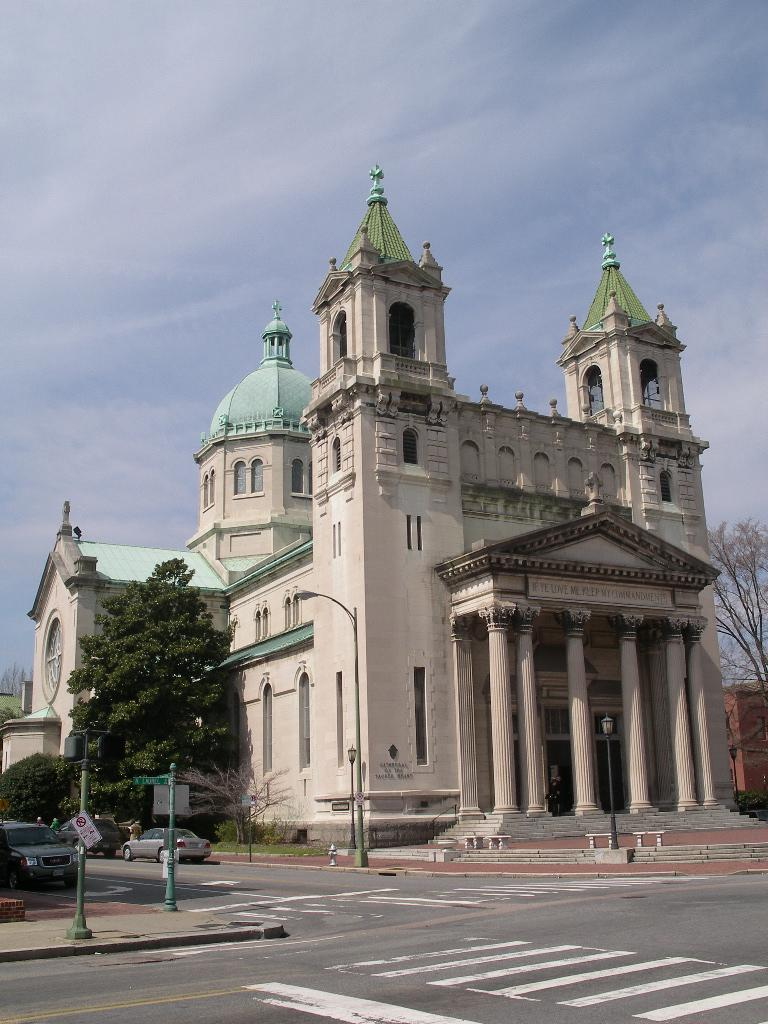
La cathédrale catholique du Sacré-Cœur située à Richmond.

Selon l'institut de sondage The Gallup Organization, en 2015, 41 % des habitants de Virginie se considèrent comme « très religieux » (40 % au niveau national), 31 % comme « modérément religieux » (29 % au niveau national) et 28 % comme « non religieux » (31 % au niveau national).

### Langues
L'anglais est la langue officielle de l'État de Virginie depuis 1981.
Selon l'American Community Survey, en 2010 85,87 % de la population âgée de plus de 5 ans déclare parler l'anglais à la maison, 6,41 % déclare parler l'espagnol, 0,77 % le coréen, 0,63 % le vietnamien, 0,57 % une langue chinoise, 0,56 % le tagalog et 5,19 % une autre langue.

## Politique
| Gouvernement de Virginie | Gouvernement de Virginie | Gouvernement de Virginie | Gouvernement de Virginie | Gouvernement de Virginie | Gouvernement de Virginie | Législature d'État   | Législature d'État | Congrès fédéral           | Congrès fédéral |
| Gouverneur               | Gouverneur               | Lieutenant-gouverneur    | Lieutenant-gouverneur    | Procureur général        | Procureur général        | Chambre des délégués | Sénat              | Chambre des représentants | Sénat           |
| ------------------------ | ------------------------ | ------------------------ | ------------------------ | ------------------------ | ------------------------ | -------------------- | ------------------ | ------------------------- | --------------- |
|                          | Glenn Youngkin (R)       |                          | Winsome Sears (R)        |                          | Jason Miyares (en) (R)   | D : 51, R : 49       | D : 21, R : 19     | D : 7, R : 4              | D : 2           |

### Vie politique
La Virginie est un État essentiellement conservateur et républicain. Néanmoins, les comtés constituant la banlieue de Washington (Arlington, Ville d'Alexandria, Fairfax) au nord-est ou encore la ville de Richmond sont plus démocrates que ceux du reste de l'État.

#### Élections présidentielles
| Année | Républicain | Républicain | Démocrate | Démocrate |
| Année | %           | Voix        | %         | Voix      |
| ----- | ----------- | ----------- | --------- | --------- |
| 1980  | 53,03 %     | 989 609     | 40,31 %   | 752 174   |
| 1984  | 62,29 %     | 1 337 078   | 37,09 %   | 796 250   |
| 1988  | 59,74 %     | 1 309 162   | 39,23 %   | 859 799   |
| 1992  | 44,97 %     | 1 150 517   | 40,59 %   | 1 038 650 |
| 1996  | 47,10 %     | 1 138 350   | 45,15 %   | 1 091 060 |
| 2000  | 52,47 %     | 1 437 490   | 44,44 %   | 1 217 290 |
| 2004  | 53,68 %     | 1 716 959   | 45,48 %   | 1 454 742 |
| 2008  | 46,33 %     | 1 725 005   | 52,63 %   | 1 959 532 |
| 2012  | 47,28 %     | 1 822 522   | 51,16 %   | 1 971 820 |
| 2016  | 44,43 %     | 1 769 443   | 49,75 %   | 1 981 473 |
| 2020  | 44,00 %     | 1 962 430   | 54,11 %   | 2 413 568 |
| 2024  | 46,28 %     | 2 015 729   | 51,63 %   | 2 248 668 |

De la sortie guerre de Sécession à l'après-guerre, à l'instar des autres États du Dixie, la Virginie est un bastion démocrate, en grande partie pour ses positions ségrégationnistes. Le Parti démocrate remporte l'élection présidentielle dans l'État de 1876 à 1948, à l'exception de 1928, où Herbert Hoover est le premier candidat républicain au XXe siècle à remporter la Virginie. 
La bascule vers le Parti républicain intervient aux élections de 1952, présageant la fin du Dixiecrat et de l'éloignement des démocrates de l'électorat des conservateurs du sud. De 1964 à 2004, cet État du Sud ne vote pas une seule fois pour un candidat démocrate. Lors de l’élection présidentielle de 2004, le président et candidat républicain George W. Bush l'a emporté avec 53,68 % des voix contre seulement 45,48 % au candidat démocrate John Kerry.
Lors de l’élection présidentielle de 2008, le candidat démocrate Barack Obama remporte cependant la Virginie avec 51,8 % des voix contre le candidat républicain John McCain, mettant un arrêt à plus de 40 années de victoires consécutives des républicains à l'élection présidentielle. Il réitère sa victoire face à Mitt Romney en 2012.
En 2016, la démocrate Hillary Clinton récolte le plus de voix avec 49,8 % des voix face à 44,4 % pour le républicain Donald Trump, vainqueur au niveau national. La marge de Clinton est plus élevée en partie du fait que son colistier est le sénateur et ex-gouverneur de Virginie Tim Kaine. C'est la première fois depuis 1924 que la Virginie est remportée par un candidat démocrate qui n'est pas élu président. De plus, Donald Trump reçoit le plus faible pourcentage de voix pour un candidat républicain en Virginie depuis Thomas Dewey en 1948. En 2020, le candidat démocrate Joe Biden remporte l'État avec un nombre record de voix, avec 54,11 % des suffrages exprimés.
Cette bascule de l'État vers les démocrates est principalement due à l'expansion de la banlieue de Washington au nord de l'État de Virginie.

#### État conservateur

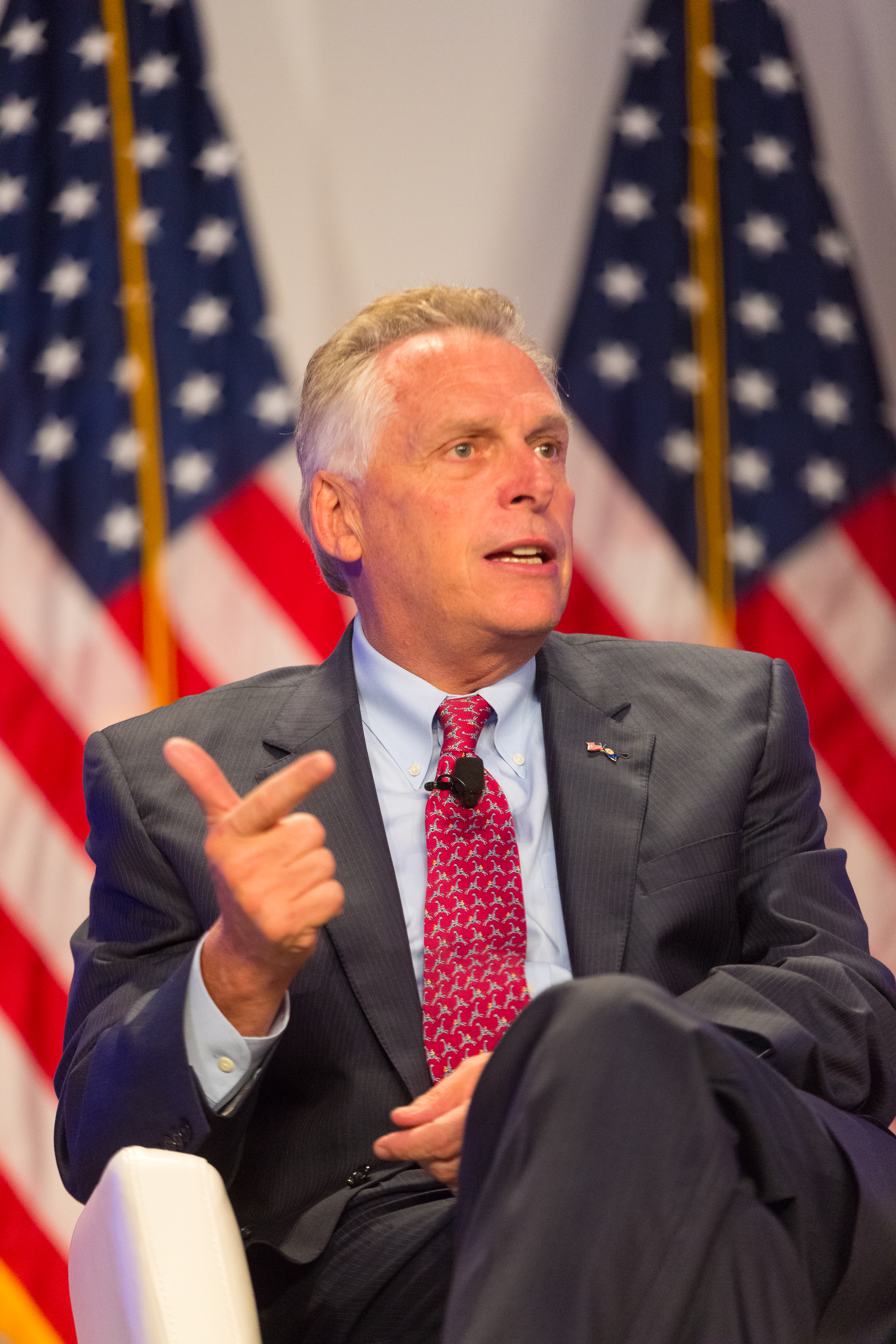
Le gouverneur de la Virginie Terry McAuliffe, en 2016.

La Virginie a l'habitude depuis 1977 d'élire un gouverneur dont l'appartenance politique est opposée au locataire de la Maison-Blanche. Républicain sous le mandat de Jimmy Carter, son gouverneur est démocrate de 1982 à 1994 sous les mandats de Ronald Reagan et George H. W. Bush. Lors de la première élection qui suit l'arrivée de Bill Clinton à la Maison-Blanche, la Virginie bascule de nouveau chez les républicains. Dès 2001, année de l'élection de George W. Bush, elle élit de nouveau un démocrate, en l'occurrence Mark Warner. Le 8 novembre 2005, après une campagne électorale acharnée, les électeurs de Virginie maintiennent la tradition et élisent le lieutenant-gouverneur démocrate Tim Kaine pour succéder à Warner par 51 % des voix contre 46,8 % au républicain Jerry Kilgore. Personnellement opposé à la peine de mort en Virginie, il refuse toutefois de s'opposer à la Législature de Virginie sur cette question. En revanche, il met son veto aux propositions de loi visant à étendre le champ d'application de celle-ci.
Lors des élections du 3 novembre 2009, la tradition est une nouvelle fois respectée quand, un an après l'élection du démocrate Barack Obama à la Maison-Blanche, c'est le républicain Bob McDonnell qui est élu gouverneur avec 59 % des voix contre 41 % au démocrate Creigh Deeds. McDonnell annonce sa décision de signer les propositions de loi visant à étendre la peine de mort. En 2012, l'avocat général du comté de Culpeper démissionne à la suite du scandale provoqué par la reconnaissance, par la Cour du juge James Turk, d'une erreur judiciaire affectant Michael Wayne Hash, condamné en 1996 à la prison à perpétuité pour homicide. Hash est défendu par l'Innocence Project, qui a réussi à convaincre en 2007 le Virginia Board of Forensic Science d'utiliser des tests ADN Y-STR (en).
En novembre 2006, les électeurs approuvent par référendum par 57 % des suffrages un amendement constitutionnel interdisant le mariage homosexuel et réservant ainsi l'institution du mariage ou toute union civile aux couples de personnes de sexe opposé.

### Organisation des pouvoirs

#### Gouverneurs
Le premier gouverneur de Virginie a été Patrick Henry de 1776 à 1779. Le gouverneur actuel est le démocrate Ralph Northam qui a succédé en janvier 2018 à Terry McAuliffe.
Le gouverneur est élu pour un mandat de quatre ans. Placé à la tête de l'État, il est responsable de la mise en œuvre des lois de la Virginie et supervise le pouvoir exécutif de l'État.

#### Législature de l'État

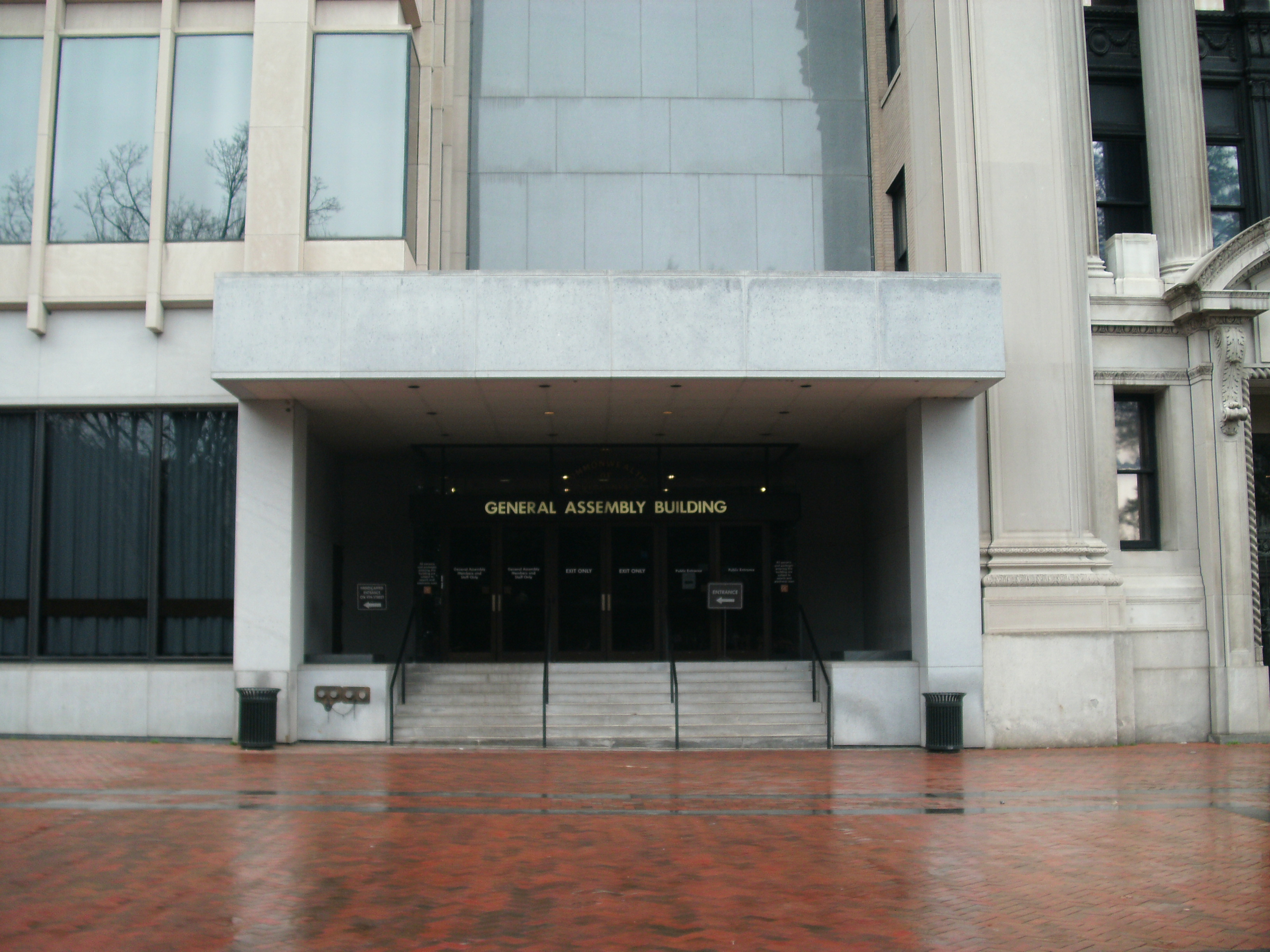
Entrée de l'Assemblée générale de Virginie.

L'Assemblée générale de Virginie se compose d'un Sénat de 40 élus, partagé entre 21 démocrates et 19 républicains et d'une Chambre des délégués de 100 élus, contrôlée par 55 démocrates lors de la législature 2020-2022.

#### Niveau fédéral
Au niveau fédéral, lors de la législature 2019-2021, les deux sénateurs de Virginie tous deux démocrates ne sont autres que les anciens gouverneurs Mark Warner et Tim Kaine, tandis que sept démocrates et quatre républicains représentent l'État à la Chambre des représentants.

## Économie

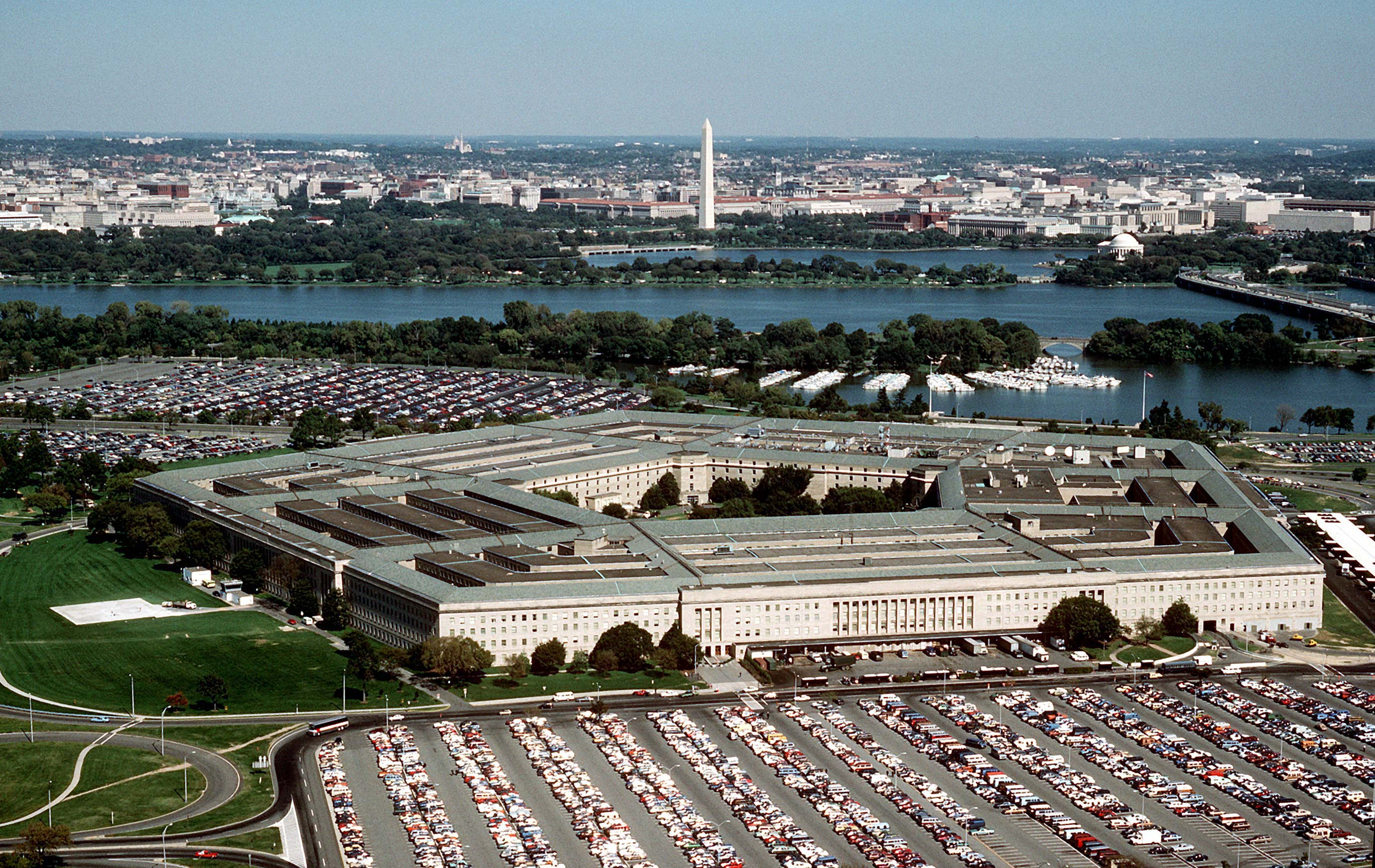
Le Pentagone, siège du département de la Défense, à Arlington, est le plus grand bâtiment administratif du monde.

L'économie de la Virginie repose sur plusieurs secteurs diversifiés. De la région d'Hampton Roads jusqu'à Richmond et jusqu'au comté de Lee au sud-ouest, dominent les installations militaires, l'élevage, le tabac et la culture de l'arachide. Les tomates ont depuis peu dépassé le soja comme culture dominante de l'État. De nombreux domaines viticoles se trouvent dans le Northern Neck et le long des montagnes Blue Ridge : ils commencent à avoir du succès, notamment auprès des touristes.
D'après le recensement de 2000, la Virginie possède un grand nombre de circonscriptions socialement favorisées et attire de nombreuses entreprises. Le nord de l'État offre une importante concentration de firmes de haute technologie (circuit intégré, logiciel, etc.). Ce secteur a remplacé les secteurs traditionnels du charbon et du tabac pour la valeur des productions. Le Dulles Technology Corridor (en) situé à proximité de l'aéroport international de Washington-Dulles possède la plus grande implantation d'entreprises liées à l'internet, aux communications et aux logiciels.
Les agences fédérales du gouvernement américain et la défense emploient un grand nombre de personnes hautement qualifiées : la Central Intelligence Agency, le département de la Défense des États-Unis, la Fondation nationale pour la science, l'Institut d'études géologiques des États-Unis et l'United States Patent and Trademark Office. La plus grande base militaire est la Base navale de Norfolk.
La Virginie a été un État pionnier dans la défense des droits de propriété des colons américains. Ces événements historiques expliquent sans doute que plusieurs serveurs racine du DNS soient concentrés dans cet État.[réf. nécessaire] La Virginie est par ailleurs très proche de Washington et de la bibliothèque du Congrès, où se trouve également le projet de Bibliothèque numérique mondiale.

### Tourisme
- Entre Assateague et Chincoteague, s'étend une zone de marais, de sables mouvants, d'îlots avec ses prés-salés et ses wild ponies (chevaux sauvages) et ses saltwater cow-boys (cow-boys d'eau de mer). Chaque année a lieu une reconstitution de la bataille de Williamsburg.
- Les montagnes Blue Ridge et la Skyline Drive, la route qui suit la crête offrant des vues magnifiques sur le Shenandoah et les Alleghenies.
- Charlottesville avec son université, œuvre de Jefferson, a reçu en 2003 le titre de la « ville la plus agréable à vivre des États-Unis ». Parmi ses anciens étudiants : William Faulkner, Gertrude Stein, Truman Capote et Gore Vidal.
- Thomas Jefferson National Forest et George Washington National Forest dans les Appalaches.
- Le Virginia Holocaust Museum qui s'intéresse à l'enseignement sur le Troisième Reich et la Shoah pendant la Seconde Guerre mondiale.
- Monticello, propriété de Thomas Jefferson, dont l'architecture est inspirée de l'hôtel de Salm à Paris, est une magnifique plantation.
- Le slogan touristique de l'État est « Virginia is for Lovers » (« La Virginie, c'est pour les amoureux »). Utilisé depuis 1969, il aurait inspiré le célèbre I Love New York créé en 1977[92].

## Culture
La Virginie possède un important patrimoine historique qui en fait l'un des berceaux des États-Unis : l'État compte les résidences de George Washington, Thomas Jefferson et de Robert Lee.
La culture virginienne est diverse et s'intègre à la culture du sud des États-Unis : le dialecte du Piémont est connu pour avoir influencé la langue américaine du Sud. Les habitants du littoral parlent avec un accent local distinct.
Dans la cuisine du Sud des États-Unis, la Virginie maintient ses propres traditions. Le jambon de Virginie, Smithfield ham est protégé par la loi et n'est produit qu'à Smithfield. La Virginie produit du vin dans plusieurs régions : Monticello, North Fork of Roanoke, Virginia's Eastern Shore, Northern Neck George Washington Birthplace (AVA), Rocky Knob.
La Virginie est riche d'un patrimoine mobilier et architectural de l'époque coloniale. Thomas Jefferson et beaucoup d'autres personnalités politiques du début du XIXe siècle ont favorisé l'épanouissement du style néoclassique. L'influence des Allemands de Pennsylvanie est également perceptible dans de nombreux endroits de l'État.

### Arts plastiques et vivants
La fondation pour les humanités de Virginie (Virginia Foundation for the Humanities), basée à Charlottesville, œuvre pour le développement de la vie culturelle et intellectuelle de l'État, en liaison avec la Fondation nationale pour les sciences humaines. Le musée des Beaux-Arts de Virginie gère plusieurs établissements. Le musée possède la plus grande série d'œufs Fabergé en dehors de la Russie. Le Chrysler Museum of Art expose une importante collection d'objets d'art, parmi lesquels une sculpture du Bernin. Le Science Museum of Virginia (en), le Frontier Culture Museum (en), le Mariners' Museum (en) et l'Art Museum of Western Virginia (en) sont les autres grands musées de Virginie. On trouve également des musées en plein air et des champs de bataille tels que Williamsburg, le Richmond National Battlefield Park et le Fredericksburg and Spotsylvania National Military Park.
- Université de Virginie (site classé au patrimoine mondial de l'Humanité, UNESCO)
- Monticello, propriété de Thomas Jefferson.

### Éducation
| Université                             | Ville                          | Nombre d'étudiants | Fondation |
| -------------------------------------- | ------------------------------ | ------------------ | --------- |
| Collège de William et Mary             | Williamsburg                   | 7 650              | 1693      |
| Université George-Mason                | Fairfax                        | 32 961             | 1957      |
| Université James Madison               | Harrisonburg                   | 19 927             | 1908      |
| Université de Virginie                 | Charlottesville                | 21 095             | 1819      |
| Université du Commonwealth de Virginie | Richmond                       | 31 899             | 1838      |
| Institut militaire de Virginie         | Lexington                      | 1 378              | 1839      |
| Washington and Lee University          | Lexington                      | 2 203              | 1749      |
| Université d'État de Virginie          | Ettrick, comté de Chesterfield | 6 000              | 1882      |
| Virginia Tech                          | Blacksburg                     | 30 739             | 1872      |